# Hala Lotfy
Hala Lotfy (هالة لطفي, El Caire, 3 de juliol de 1973) és una directora i productora de cinema egípcia.

## Biografia
Es va graduar a l'Institut de Cinema del Caire el 1999. Ha dirigit diversos curtmetratges de ficció: That Beautiful Voice el 1998, i Greeting Pattern, el 1999. També és autora dels documentals: Images of Water and Earth, el 2002, i Feeling Cold, el 2005, documental per a la sèrie d'Al Jazeera Arabs of Latin America (2006). El 2010, Hala Lotfy va fundar la productora independent Hassala Productions.
És més coneguda pel seu primer llargmetratge Al Khorug lel Nahar (Sortint de dia, 2012) protagonitzada per Donia Maheri va guanyar nombrosos premis al circuit de festivals de cinema, inclòs el Premi FIPRESCI al Festival de Cinema d'Abu Dhabi. El projecte es va suspendre durant un temps i es va reprendre després de la Revolució de 2011. Aquesta pel·lícula és l'única representació del cinema independent egipci al Festival Internacional de Cinema de Berlín el 2013.

## Filmografia
- 2012 : Al-khoroug lel-nahar (Coming Forth by Day), llargmetratge[4]
- 2005-2006 : Arabs of Latin America, documentaire, 7 × 47 min
- 2005 : Feeling Cold, 47 min
- 2001 : Images of Water and Earth, 26 min
- 2000 : Greeting Pattern, 4 min
- 1999 : Four Scenes, 10 min
- 1999 : No Waiting Pleas), 8 min
- 1998 : A Rehearsal, 17 min
- 1998 : That Beautiful Voice, 5 min

## Premis
Per Al-khoroug lel-nahar (Coming Forth by Day) va guanyar els següents premis:
- Tanit de Bronze Festival de Cinema de Cartago de 2012, Tunísia.
- Millor director al Festival de Cinema Mediterrani d'Alexandria
- Millor director Festival Internacional de Cinema Musulmà de Kazan
- Millor pel·lícula africana Festival de Cinema Africà, Asiàtic i Llatinoamericà de Milà